# Lex Bos
Jacobus Gerardus Maria Alexander ("Lex") Bos (Tilburg, 22 september 1957) is een voormalig Nederlands hockeyer.
Bos kwam tussen 1982 en 1986 37 keer uit voor de Nederlandse hockeyploeg als keeper. Hij maakte deel uit van de selectie die zesde werd op de Olympische Spelen 1984 in Los Angeles. In Nederland speelde Bos in de Hoofdklasse voor Klein Zwitserland.
Peter van Asbeck · 
Ewout van Asbeck · 
Lex Bos · 
Roderik Bouwman · 
Cees Jan Diepeveen · 
Theodoor Doyer · 
Maarten van Grimbergen · 
Arno den Hartog · 
Tom van 't Hek · 
Pierre Hermans · 
René Klaassen · 
Hans Kruize · 
Jan Hidde Kruize · 
Ties Kruize · 
Eric Pierik · 
Ron Steens ·
Coach: Wim van Heumen